# Roman Musil (kněz)
Roman Musil (* 1971 Jihlava) je český katolický kněz a misionář z řádu Oblátů Neposkvrněné Panny Marie, působící od roku 2002 na Haiti, ve farnosti Baie de Henne na severu země. Roman Musil je absolvent teologické fakulty v Olomouci.
Do médií se dostal, když byl v prosinci 2005 unesen v Port-au-Prince, hlavním městě Haiti. Toho dne jel vyzvednout charitativní zásilku z Moravy na Haiti. Byl však unesen a bylo za něj požadováno výkupné 50 000 $. Po zjištění, že zajali kněze, únosci přehodnotili svoje postoje a nakonec jej propustili za výkupné cca 98 000 Kč. Vrátili mu i jeho poškozené auto. Misionář ve své oblasti rozvíjí různé projekty ve spolupráci s Arcidiecézní charitou Olomouc, např. projekt Adopce na dálku (jehož prostřednictvím může kterýkoliv občan ČR financovat vzdělání a základní životní potřeby jednomu konkrétnímu dítěti). Jeho snem je dostavět školu a vybudovat malou ošetřovnu. Objevil se také v pořadu Marka Ebena Na plovárně.
V roce 2007 spolupracoval na benefičním koncertu americké zpěvačky Rebecca St. James probíhajícím v rámci Celostátního setkání mládeže, jehož výtěžek putoval na pomoc Haiti.
Jeho práci se věnují dva dokumenty České televize, které vznikly ze dvou cest filmaře Martina Strouhala na Haiti a do Baie De Henne: Z Jeseníků na Haiti režiséra Marcela Petrova a Česká škola na Haiti Martina Strouhala.